# Lānaʻi
Lānaʻi (deutsch: Lanai, Lānaʻi im Geographic Names Information System) ist eine der acht vulkanischen hawaiischen Hauptinseln. In der hawaiischen Sprache bedeutet der Name wahrscheinlich „Tag (der) Eroberung“. Die Insel ist 29 km lang und bis zu 21 km breit. Die Flächenausdehnung beträgt 364 km². Höchste Erhebung ist der 1030 m hohe Lānaʻihale im Südosten der Insel. Sie zählt nur rund 3200 Einwohner und besteht aus einem Hochplateau. Lange war Lānaʻi die größte Ananasplantage der Welt, im Jahr 1992 endete jedoch die Ananasproduktion. Landwirtschaftlich nicht genutztes Land ist naturbelassen.
Verwaltungsmäßig gehört Lānaʻi zum Maui County.

## Geschichte
Erst um 1400 wurde dieses Eiland von den Hawaiiern besiedelt. Später kamen weiße Missionare und Chinesen, die um 1802 den Zuckerrohranbau einführten. 1854 zogen rund 300 Mormonen auf die Insel und gründeten eine Kolonie, die sie the City of Joseph in the Valley of Ephraim nannten. Ab 1861 wurden sie von Walter Murray Gibson angeführt, der mit dem Geld der Kirche fast die gesamte Insel aufkaufte, die Titel aber auf seinen Namen ausstellte. Nachdem die Kirche das herausfand, wurde er zwar exkommuniziert, das Land konnte er aber behalten.
Im Jahre 1922 kaufte „Ananaskönig“ James Dole als Präsident der Hawaiian Pineapple Company (der späteren Dole Food Company) die Insel für 1,1 Mio. Dollar und machte sie zur „Ananasinsel“. Im Jahr 1992 stellte Dole den Ananasanbau auf Lānaʻi jedoch wegen zu hoher Produktionskosten ein. Heute wird dort fast ausschließlich Rinderzucht und Farmwirtschaft betrieben. Im Juni 2012 kaufte Larry Ellison 98 % der Insel dem Unternehmen Castle & Cooke für $300 Millionen ab und verlegte im Dezember 2020 seinen Hauptwohnsitz nach Lānaʻi.
Traditionell wurde Lānaʻi in 13 ahupuaʻa gegliedert, die zu zwei Distrikten (moku o loko) zusammengefasst waren: kona (Lee) und koʻolau (Luv). Die ahupuaʻa sind nachstehend wiedergegeben, mit Reihenfolge im Uhrzeigersinn, und Original-Flächenangaben in acres, beginnend im Nordwesten der Insel:
| \| Nr. \| Ahupuaʻa \| Fläche acres \| Fläche km² \| Bevöl- kerung[15] \| \| --- \| ------------- \| ------------ \| ---------- \| ----------------- \| \| 1 \| Kaʻā[16] \| 19468 \| 78,78 \| 207 \| \| 2 \| Paomaʻi[17] \| 9078 \| 36,74 \| 147 \| \| 3 \| Mahana \| 7973 \| 32,27 \| 1 \| \| 4 \| Maunalei \| 3794 \| 15,35 \| 0 \| \| 5 \| Kalulu \| 6078 \| 24,60 \| 1 \| \| 6 \| Kaunolu \| 7860 \| 31,81 \| 3 \| \| 7 \| Palawai \| 5897 \| 23,86 \| 1 \| \| 8 \| Pawili \| 1930 \| 7,81 \| 0 \| \| 9 \| Kaʻohai \| 9677 \| 39,16 \| 1 \| \| 10 \| Kāmaʻo \| 2751 \| 11,13 \| 2 \| \| 11 \| Keālia Aupuni \| 5897 \| 23,86 \| 2 \| \| 12 \| Keālia Kapu \| 1829 \| 7,40 \| 1 \| \| 13 \| Kamoku \| 8291 \| 33,55 \| 2804 \| \| \| Lānaʻi \| 90523 \| 366,33 \| 3170 \| |               |              |            |               |
| Nr. | Ahupuaʻa      | Fläche acres | Fläche km² | Bevöl- kerung |
| 1 | Kaʻā          | 19468        | 78,78      | 207           |
| 2 | Paomaʻi       | 9078         | 36,74      | 147           |
| 3 | Mahana        | 7973         | 32,27      | 1             |
| 4 | Maunalei      | 3794         | 15,35      | 0             |
| 5 | Kalulu        | 6078         | 24,60      | 1             |
| 6 | Kaunolu       | 7860         | 31,81      | 3             |
| 7 | Palawai       | 5897         | 23,86      | 1             |
| 8 | Pawili        | 1930         | 7,81       | 0             |
| 9 | Kaʻohai       | 9677         | 39,16      | 1             |
| 10 | Kāmaʻo        | 2751         | 11,13      | 2             |
| 11 | Keālia Aupuni | 5897         | 23,86      | 2             |
| 12 | Keālia Kapu   | 1829         | 7,40       | 1             |
| 13 | Kamoku        | 8291         | 33,55      | 2804          |
| | Lānaʻi        | 90523        | 366,33     | 3170          |

Kamoku ist das ahupuaʻa mit der weitaus größten Bevölkerung, da der größte Teil von Lanaʻi City darin liegt. Teile von Lanaʻi City erstrecken sich auch auf Kaa und Paomai. Die übrigen ahupuaʻa sind heute weitgehend unbewohnt. Nach der Volkszählung von 2000 vereinigte Lanaʻi City 99 Prozent der Einwohner der Insel auf sich (3164 von 3193). Als Census-designated place ist Lanaʻi City nur zu statistischen Zwecken und nicht durch Verwaltungsgrenzen definiert.

## Tourismus
Zum Urlaubsziel hat sich die ehemalige Ananasinsel noch nicht richtig entwickelt, wohl aber ist sie beliebtes Tagesausflugsziel von Maui. Es gibt drei Hotels, zwei davon Luxusresorts, die alle von Larry Ellison betrieben werden.

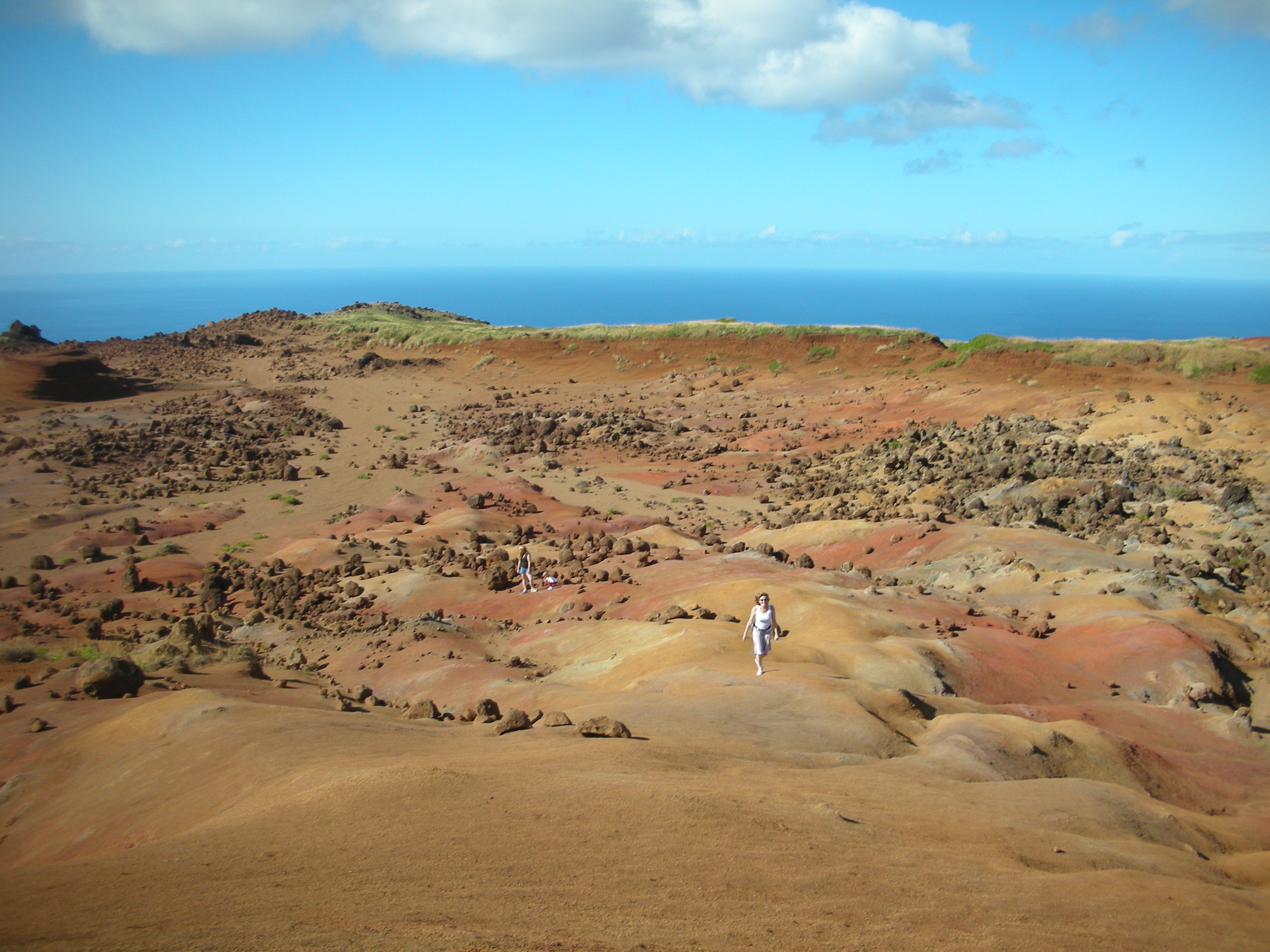
Blick auf den Garden of the Gods

Vorwiegend Golfer und Wanderer (Munro Trail, 12,7 km lang) bevölkern zu den Hauptreisezeiten die Insel. Im Hinterland erwarten einen alte hawaiische Ruinen. Eine weitere Sehenswürdigkeit ist der Garden of the Gods („Garten der Götter“), ein Labyrinth aus roten Lavafelsen und vielen seltsam geformten Steinen im Westen der Insel.
Der kleine Hauptort Lānaʻi City liegt rund 500 m über dem Meer, in der Mitte der Insel, im erfrischend kühlen Hochland zu Füßen einer Bergkette. Als Windschutz werden seit 1920 in und um den Ort Norfolk-Tannen (Araucaria heterophylla) angepflanzt. Die 7th Street und die 8th Street sind die Hauptstraßen mit wenigen Geschäften, dem Supermarkt und einem Kino, an der 9th Street befindet sich das öffentliche Schwimmbad.

## Strände
Der schönste Badestrand ist der geschützte Hulopoʻe Beach an der Südküste von Lānaʻi. Er befindet sich nur wenige Gehminuten vom kleinen Mānele-Hafen, wo die Fähre aus Maui anlegt. Es ist der einzige Strand der Insel, der mit Toiletten und Duschen ausgestattet ist. Entlang der nördlichen Küste von Kūāhua bis Awalua gibt es auf einer Länge von 13 Kilometern eine Serie von Sandstränden, denen ein Riff vorgelagert ist. Sie werden gemeinsam als Shipwreck Beach bezeichnet, wegen eines Schiffes, das davor seit 1943 auf dem Riff festsitzt. Der einsame, aber meist sehr windige Polihua Beach an der Nordwestküste ermöglicht einen ungestörten Blick auf die Insel Molokaʻi und ist nur zu Fuß oder mit Allradfahrzeug erreichbar.

## Sport
Das größte sportliche Ereignis ist das seit 1972 jährlich stattfindende Maui-Kanal-Schwimmen, bei dem Teams von jeweils sechs Schwimmern am längsten open-water Staffel-Schwimmen der Welt vom Club-Lanai-Pier auf Lānaʻi zum 9,9 Meilen (ca. 16 Kilometer) entfernten Kāʻanapali-Strand auf Maui gegeneinander antreten.

## Gesundheitsversorgung
Es gibt in Lānaʻi City ein Krankenhaus mit 24 Betten, das Lānaʻi Community Hospital, und ein Gesundheitszentrum, das Lānaʻi Community Health Center, das auch zahnärztliche, psychologische und andere fachärztliche Behandlungen anbietet.

## Söhne und Töchter (Auswahl)
- Danny Lockin (1943–1977), US-amerikanischer Schauspieler